# Legió II Flavia Constantia
La Legió II Flavia Constantia (la legió II Flàvia «digna de confiança») va ser una legió romana comitatenses, creada probablement l'any 296 o 297 per l'emperador Dioclecià.
La II Flavia Constantia es va formar juntament amb la Legió I Maximiana, per aquarterar-se a la província de nova creació, la Tebaida, a Egipte. El nom està relacionat amb Constanci I Clor, que governava la meitat oriental de l'Imperi Romà. La legió estava estacionada a Cusae i es va veure reforçada per vexillationes de les legions V Macedonica i XIII Gemina.
En temps de Teodosi I el Gran es va crear una altra legió que portava el nom de Legió II Flavia Constantina Thebaeorum, que va incloure alguns efectius de la II Flavia Constantina i es va formar amb soldats bàrbars. Probablement la va crear l'emperador Valent.